# جامع منح الأثري
يقع جامع منح الأثري خارج أسوار البلدة القديمة بولاية منح في سلطنة عمان، وهو قليل الارتفاع، عريض المساحة، مربع الشكل وصغير البومة.
محراب هذا المسجد من الجص الجميل الذي أعيد طلاؤه بالأبيض، ويعود إلى سنة 941هـ /1534م. يتجاوز ارتفاع المحراب الستة أمتار وعرضه الأربعة ويقع بجانبه منبر يخطب به الامام في صلاة الجمعة.
وضع المحراب جملة في حالة جيدة، لكن أصاب التلف بعض أجزاءه، ولم تتمكن جهود الترميم من إصلاحها.
في الجزء الأعلى من المحراب توجد الشهادة مكتوبة بحرف كوفي، كما توجد داخل إطاره الخارجي العريض والمستطيل الشكل ستة عشر ختماً منقوشة مغمورة بأشكال زخرفية رفيعة المستوى الفني تتخللها أختام أخرى أصغر حجما. أما الأختام الكبيرة فمنها عدد فقد زخارفه الخزفية الصينية، كما فقدتها أيضاً أجزاء من الإطار الداخلي المستطيل الشكل.
تجويف المحراب جميل الزخرف توجد عند مدخله الخارجي مجموعتان من الأعمدة، واحدة منها داخلية تحمل قوساً غزير الزخرف في الطبقة الوسطى تعلوه كتابة وثلاثة صحون  خزفية، واحد منها كبير الحجم، مزخرف عند وسط الكتابة. وآخران  أصغر حجما عند زوايا المستطيل العليا لم يبقَ منهما إلا الأثر. أما حروف الكتابة التي داخل المستطيل فقد أعيد طلاؤها بالحبر الأسود.
ومن الكتابة الموجودة على المحراب: ” عمل هذا المحراب المبارك الاستاذ الحكيم عيسى بن عبد الله بن مسعود بن سيف البهلوي في سنة أحد وأربعين وتسعمائة سنة عربية من هجرته، أقام في هذا المسجد المبارك عبد الله بن حمد بن عبيد بن محمد، سبحان الله“